# Aechmea caesia
Aechmea caesia är en gräsväxtart som beskrevs av Charles Jacques Édouard Morren och John Gilbert Baker. Aechmea caesia ingår i släktet Aechmea och familjen Bromeliaceae. Inga underarter finns listade i Catalogue of Life.